# Matthew Rees
Pour les articles homonymes, voir Rees.

a Compétitions nationales et continentales officielles uniquement.

b Matchs officiels uniquement.
Dernière mise à jour le juillet 2019.
Matthew Rees, né le 9 décembre 1980 à Tonyrefail (Pays de Galles), est un joueur de rugby à XV international gallois évoluant au poste de talonneur. Il joue dans le Pro12 avec l'équipe de Cardiff Blues notamment, jusqu'en 2019, année où il annonce la fin de sa carrière sportive.

## Carrière

### En club
- 2001-2003 : Pontypridd RFC
- 2003-2004 : Celtic Warriors
- 2004-2013 : Llanelli Scarlets
- 2013-2019 : Cardiff Blues

### En équipe nationale
Matthew Rees dispute son premier match avec l'équipe du pays de Galles le 4 juin 2005 contre l'équipe des États-Unis. Au mois de juin 2009, il participe à la tournée des Lions en Afrique du Sud. Il y dispute les trois test matchs et les Lions perdent la série 2-1.
- 60 sélections
- 10 points (2 essais)
- sélections par année : 1 en 2005, 4 en 2006, 11 en 2007, 9 en 2008, 9 en 2009, 8 en 2010, 6 en 2011, 9 en 2012, 1 en 2013, 2 en 2014
- Tournois des six nations disputés : 2007, 2008, 2009, 2010, 2011, 2012, 2013
- coupe du monde de rugby : 2007 (3 matchs contre le Canada, l'Australie et les Fidji)

## Palmarès
- Finaliste de la Coupe anglo-galloise en 2006.